# Württembergia

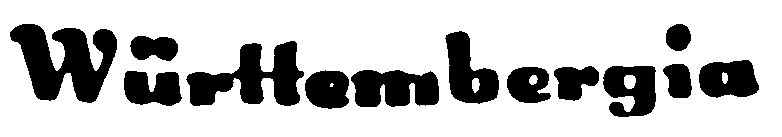

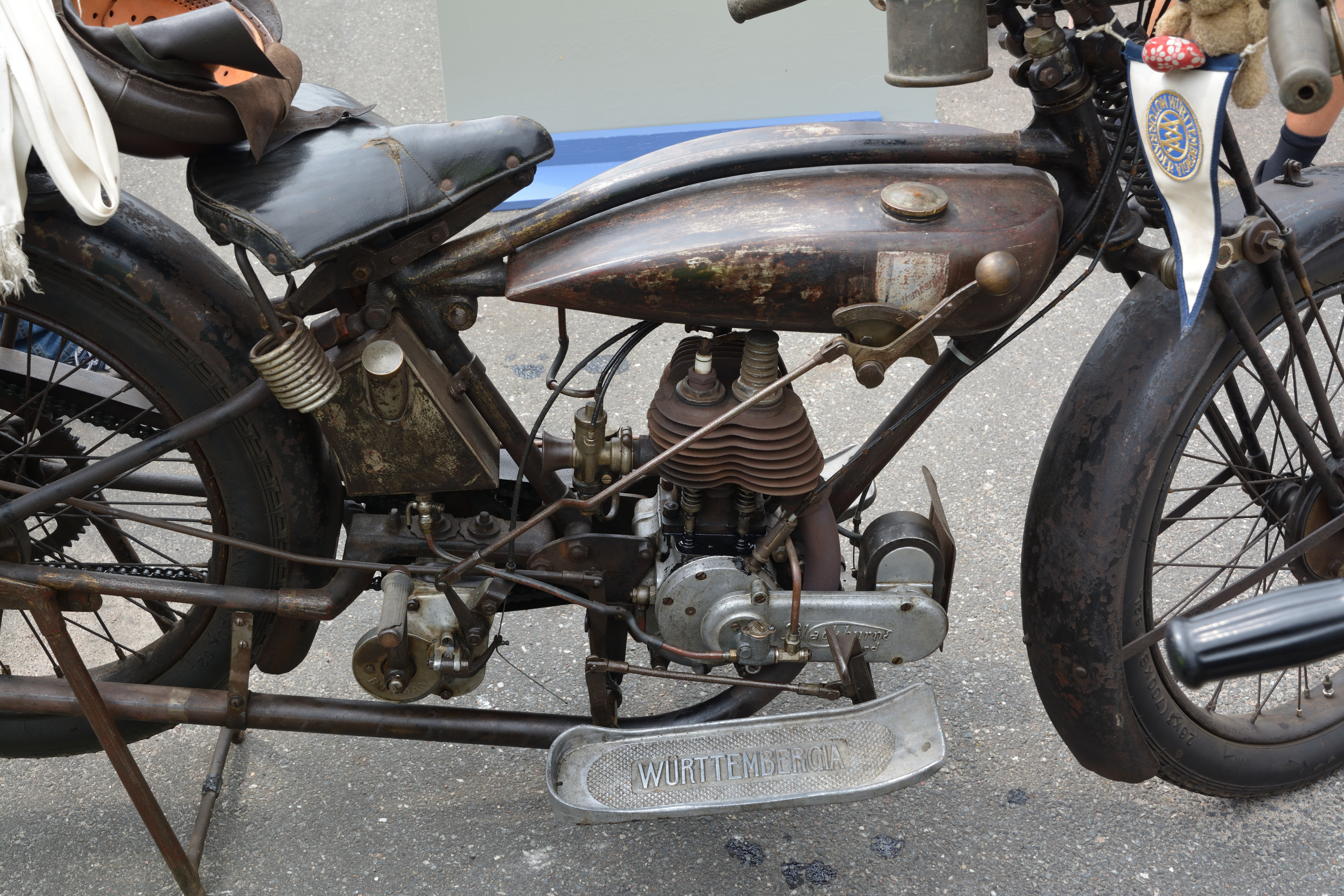
350cc-Württembergia-Blackburne

Württembergia is een Duits historisch merk van motorfietsen. 
De bedrijfsnaam was Württembergia AG, Berlin, later Velten bei Berlin en Berlin-Spandau
In 1926, juist in de periode dat meer dan 150 kleine Duitse motorfietsmerkjes de productie staakten, begon Württembergia ermee. De meeste van die merkjes waren afhankelijk geweest van inbouwmotoren van grotere Duitse merken, maar die beschermden vaak hun eigen productie door geen motoren meer te leveren. Württembergia gebruikte dan ook uitsluitend motoren van het Britse merk Blackburne. Dit waren zowel zij- als kopkleppers van 198- tot 596 cc.  De versnellingsbaken kwamen van Sturmey-Archer, Burman en later van Hürth.
De eigenaar van het bedrijf overleed in 1930. Zijn weduwe zette het bedrijf voort, maar na de machtsovername door het Kabinet-Hitler in 1933 moest ze worden gestaakt.